# 屏東機場
屏東北機場（又稱屏東北場）與屏東南機場（又稱屏東南場），位於臺灣屏東縣屏東市，為一度曾開放民用航空使用的軍用機場，目前已停用民用部分。為空軍屏東基地中華民國空軍第六混合聯隊使用（神鷗基地）面積8.08平方公里，由國防部空軍司令部負責管理。

## 空軍司令部派駐單位
- 空軍第六混合聯隊（原第439混合聯隊）：臺灣屏東空軍基地（聯隊長少將、副聯隊長少將）
  - 第十空運大隊（下轄第101中隊、第102中隊）：C-130H 19架
  - 第二十電戰大隊（下轄第2中隊、第6中隊）：E-2K 6架[1][2]、C-130HE 1架
  - 空軍反潛作戰大隊（下轄第33中隊、第34中隊）：P-3C 12架 [3]
  - 空軍第六修護補給大隊
  - 空軍第六基地勤務大隊
  - 憲兵第六中隊

## 歷史
日治時代，臺灣總督府基於管理、武力威嚇原住民需要，決定在臺灣正式設置飛行部隊，並開始著手飛行場預定地之調查，由高雄鳳山、楠仔坑及屏東六塊厝三處候選地點進行評估。而後考慮鳳山附近將興建海軍無線電信所，未來更將作為準要塞地帶，不易尋得飛行所需平坦且適當的地段。而楠仔坑方面，該地多為民有地，因接近海岸，比較容易受海陸風影響，而且附近有半屏山，更不利飛機起降。而六塊厝因為地勢平坦、交通方便、 風向穩定，而且又全屬官有地。因此最後選定了位於阿緱廳六塊厝下淡水溪附近的苗圃預定地作為航空班飛行場預定地，並由土木局開始施工。大正九年（1920年）11 月 21 日，台灣有史以來第一座飛行場「屏北飛行場」正式啟用。
屏東飛行場（屏東機場）修建完成後，初由警察航空隊使用。1927年大日本帝國陸軍飛行第8連隊從九州大刀洗移防至屏東，屏東機場成為台灣最早的軍用機場，並在霧社事件、1935年新竹-台中地震都發揮了相當的作用。1935年，帝國陸軍在屏東機場成立野戰支廠。1941年日本對美国開戰後，擴編成第五野戰修理廠屏東分廠，在日治期間便已經是頗具規模且有完整停放、修繕飛機的軍用機場。1936年8月1日，日本航空運輸公司開設從屏東機場起飛的台灣島內航線，屏東機場成為軍民共用機場；不過在戰爭物資管制的限制下，1940年航線停辦，恢復軍用機場。
1945年日本戰敗後，屏東機場移交給中華民國空軍，並繼續維持其軍用機場的角色。戰後時期，屏東機場因腹地充足，且空降傘兵部隊遷臺時也駐紮屏東，無論作戰或是腹地均適合作為中華民國空軍運輸機的主根據地。
1958年8月，因應台海危機的局勢，美國海軍陸戰隊第11航空大隊緊急進駐屏東空軍基地，以加強南台灣的防空，配備F4D天光式戰鬥機及FJ-2/-3戰鬥機，大隊長為馬歇爾上校（COL.MARSHOLL），直到1959年1月局勢緩和後才撤離。
1959年11月，空軍第六作戰聯隊奉令移駐屏東基地，原隸屬第三聯隊之第十空運大隊同時改隸屬第六作戰聯隊，另C-119型空運機獨立中隊亦由台南移駐屏東基地，更改番號為第二中隊隸屬廿大隊。49年6月聯隊更改番號為空軍第六聯隊，7月奉令增設空運基地中隊，專負各基地空運業務。

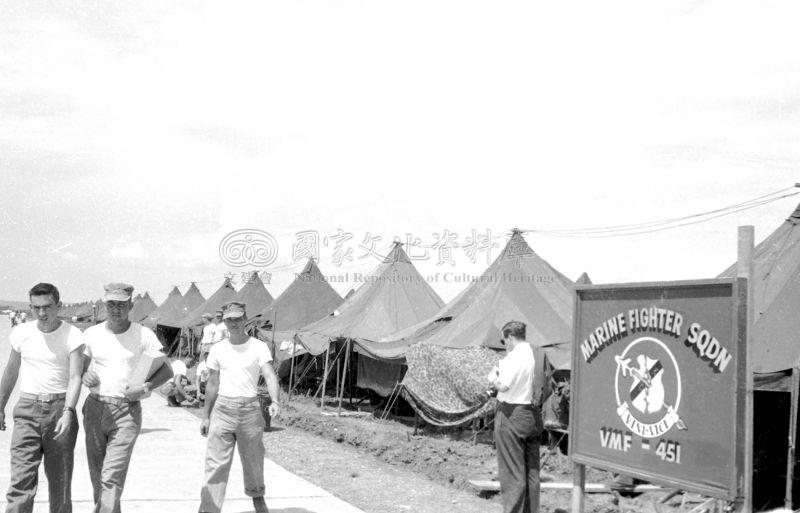
1958年9月19日，位於屏東空軍基地的美國海軍陸戰隊第451戰鬥機中隊（VMF-451）營區

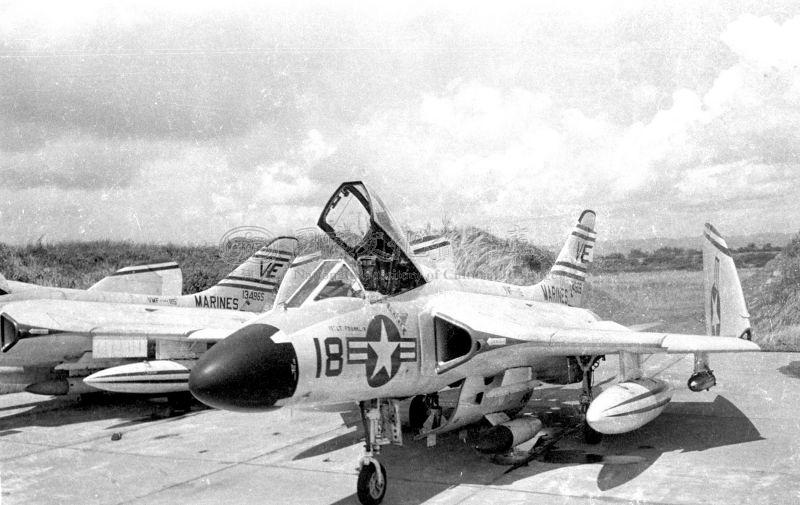
1958年9月19日，美國海軍陸戰隊第11航空大隊（Marine Aircraft Group 11）派駐屏東空軍基地的F4D天光式全天候噴射戰鬥機

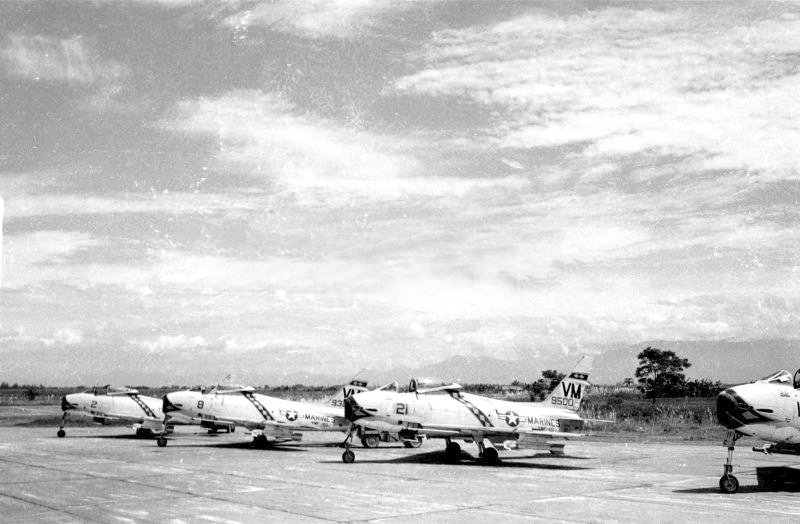
1958年9月19日，美國海軍陸戰隊第11航空大隊（Marine Aircraft Group 11）派駐屏東空軍基地的F4J全天候噴射戰鬥機

1963年3月6日至4月30日，美國海軍陸戰隊第1航空聯隊，從沖繩普天間海軍陸戰隊航空基地（MCAS Futenma）派遣海軍陸戰隊第114戰鬥機中隊、海軍陸戰隊第542攻擊中隊及海軍陸戰隊第235戰鬥攻擊機中隊進駐屏東空軍基地，與中華民國空軍參與代號「藍鷹」（BLUE EAGLE）的聯合實戰演訓，在此期間，這些單位受到美軍協防台灣司令部（USTDC）的指揮控制。
1966年11月成立反潛中隊，使用S-2A型反潛機。
1969年第十、二十大隊、各中隊分別完成換裝C-119型空運機，汰換了原使用之C-46型運輸機。
1976年4月換裝S-2E型機，同年8月聯隊更改番號為第四三九運兵反潛混合聯隊。68年2月反潛中隊擴編為反潛機大隊，並於81年10月15日開始換裝S-2T機，1999年7月1日反潛機大隊移編海軍。
1994年11月28日，屏東機場才重新恢復民航業務，航廈未完工前借用屏東縣立文化中心作為臨時候機室，再以交通車接駁的方式將搭機旅客載送至屏東基地南機場上下飛機。到了1995年2月遷至屏東空軍基地南機場大門左側服務旅客，此為位於勝利路的簡易航空站。直到2005年5月新航廈完工後，才遷移至位於忠孝路上的屏東空軍基地北機場現址營運，由於北基地座落鄰近九如鄉，因此遷移後的屏東航空站曾有稱呼為「九如機場」。
新機場航廈耗時3年，於2005年5月17日正式落成啟用，出現不少「浪費」、「大而無當」的質疑。對常來往於臺北與屏東間的旅客而言，新機場（屏北機場）比原先的屏南機場更遠離市區，相對地也更花費交通往返的時間與金錢；在台灣高鐵通車後，這些缺點更是彰顯出來。且該機場只有往台北的航線，與高雄國際機場（小港機場）距離又過近，當地民眾多前往高雄國際機場，造成該機場使用人次過低。
2011年8月11日，民用航班停飛。2011年9月1日，交通部民用航空局終止屏東航空站民航營運及裁撤，並全面移交空軍司令部使用。
2018年底，時任高雄市市長韓國瑜提議高雄市政府可以與屏東縣政府合作，將屏北機場擴建成為高屏國際機場，以解小港機場腹地不足及夜間宵禁制限。唯中央政府此前已核定擴建小港機場，故地方再提出相關倡議，各方普遍持觀望態度，此案最後因韓遭到罷免終止。

## 設施(北場)

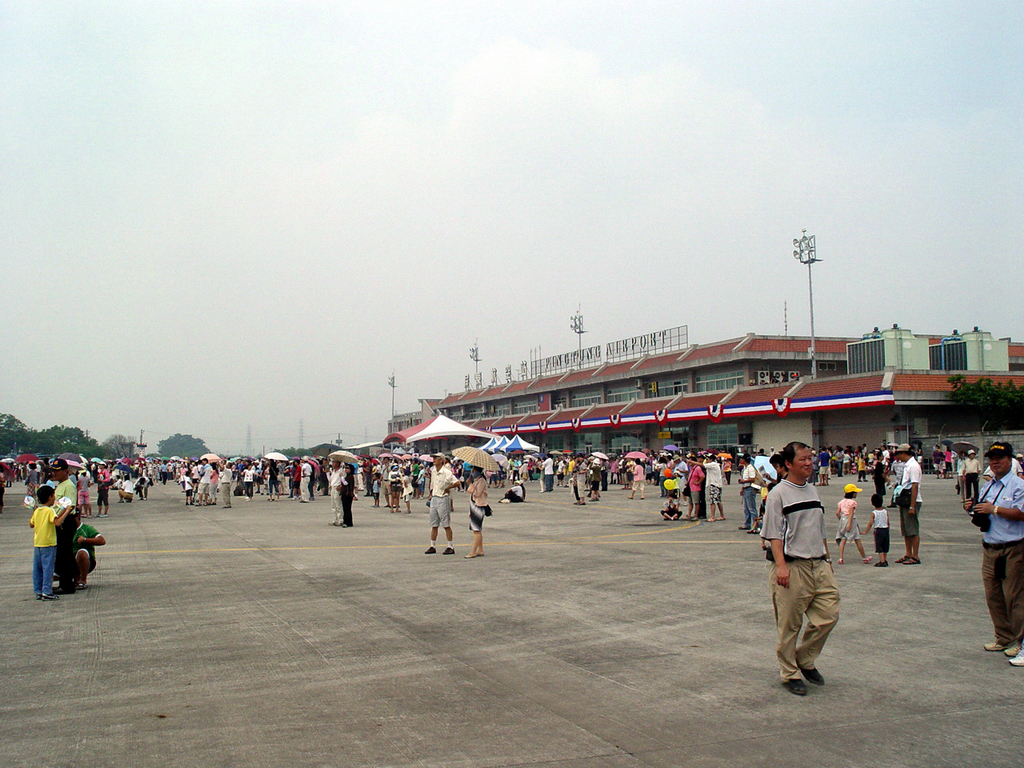
屏北機場的航廈建物，負責管理的中華民國空軍會不定期開放民眾參觀

- 跑道及滑行道：民航機所使用的北跑道，長度2,442公尺，寬度45公尺；平行跑道之滑行道，長度2,337公尺，寬度23公尺。
- 停機坪：面積34,034平方公尺，配置MD90停機位3架位、直升機停機位5架位。
- 場站：航廈面積7,103平方公尺，尖峰小時出入境人數設計為474人次/小時。
- 停車場：可容納小汽車156輛、機車337輛。

## 交通

### 公路
- 台3線

### 鐵路
- 臺灣鐵路曾設有屏東飛機場線，聯絡西部幹線屏東線屏東車站與屏東機場之間，該線於1997年7月1日起停用。[13][14]

## 外部連結
- 電子式飛航指南, CIVIL AERONAUTICS ADMINISTRATION MOTC R.O.C.
  - 台北飛航情報區飛航指南（屏東北場）有效期始自 08-05-2008[永久]
  - 臺北飛航情報區飛航指南  (屏東南場) （页面存档备份，存于）